# Addis (Luisiana)
Addis é uma cidade  localizada no estado americano de Luisiana, na Paróquia de West Baton Rouge.

## Demografia
Segundo o censo americano de 2000, a sua população era de 2238 habitantes.
Em 2006, foi estimada uma população de 3147, um aumento de 909 (40.6%).

## Geografia
De acordo com o United States Census Bureau tem uma área de
4,7 km², dos quais 4,7 km² cobertos por terra e 0,0 km² cobertos por água. Addis localiza-se a aproximadamente 6 m acima do nível do mar.

## Localidades na vizinhança
O diagrama seguinte representa as localidades num raio de 20 km ao redor de Addis.